# Dan Vali
Daniel Vali, vystupující jako Dan Vali (23. října 1970 – 13. dubna 2024 Klánovice) byl český zpěvák, hudebník, textař, člen a spoluzakladatel české hudební skupiny Maxim Turbulenc.

## Život
Narodil se 23. října roku 1970.
V roce 1994 založil společně s Pavlem Vohnoutem a Petrem Panochem popovou hudební skupinu Maxim Turbulenc. Skupina se zabývala interpretací lidových a folkových písní do diskotékové podoby. Během vystoupení hráli v pestře barevném oblečení, z čehož se stalo poznávací znamení.
Ve skupině zůstal jako poslední původní člen. V roce 2005 odešel Petr Panocha a o deset let později i Pavel Vohnout. Spory mezi členy později řešil soud. Bývalí členové si po odchodu založili vlastní skupinu Maxíci.
Se skupinou vydal řadu desek a cédéček. Mezi jejich nejznámější písničky patřila například Jede jede mašinka.
Byl rozvedený a měl dceru Patricii a syna Daniela.
Zemřel časně z rána dne 13. dubna roku 2024 v nočním podniku v pražských Klánovicích. Příčinou smrti byl infarkt.

## Diskografie

### Alba
- Turbulence dance (1995)
- Zpívánky s Maxim Turbulenc (1996)
- Ententýci (1997)
- Nové zpívánky (1998)
- Nové zpívánky – druhé vydání (1998)
- Mejdan století jenom (nejen) pro děti (1999)
- Veselé zpívánky (2000)
- Veselé zpívánky – dvojCD platinová edice (2000)
- Maxíci na divokém západě (2001)
- Rozpustilé zpívánky (2002)
- Zpívánky s Maxim Turbulenc – druhé vydání (2002)
- Maxíci na indiánské stezce (2003)
- Sakum Prdum – 10 let srandy s Maxim Turbulenc (2004)
- Maxim Turbulenc od A do Z (2005)
- Máme rádi zvířata (2005)
- Suprový zpívánky (2006)
- Maxim Turbulenc 2008 (2007)
- Dopravní zpívánky (2008)
- Antiethanol párty No.1 (2009)
- Sakum Prdum 3 (2010)
- Čecho Decho (2009)
- Česko Disko (2010)
- Trempo Kempo (2010)
- Hospoda je naše příroda (2010)
- Vánoční zpívánky (2011)
- Zpívá celá rodina (2012)
- Umbaj (2015)

- Raketou na Mars (2019)
- 25 let Turbulencí (compilation, 2019)

### DVD
- Jede jede mašinka a další legrační videoklipy (2003)
- Čecho Decho (2010)
- Trempo Kempo (2010)